# Agylla maasseni
Agylla maasseni är en fjärilsart som beskrevs av Paul Dognin 1894. Agylla maasseni ingår i släktet Agylla och familjen björnspinnare. Inga underarter finns listade i Catalogue of Life.